# Castelveccana
Castelveccana – miejscowość i gmina we Włoszech, w regionie Lombardia, w prowincji Varese.
Według danych na rok 2004 gminę zamieszkiwały 1962 osoby, 98,1 os./km².